# Преображенка (Приморский край)
Преображе́нка — село в Кировском районе Приморского края. Входит в состав Кировского городского поселения.

## География
Село Преображенка стоит на левом берегу реки Преображенка (правый приток Уссури) в 4 км до её устья. Мимо деревни течёт река Бегучее Озеро.
Село Преображенка расположено к востоку от районного центра посёлка Кировский на автодороге Глазовка (Лесозаводский городской округ) — Покровка (Яковлевский район). К северу от села Преображенка находится село Еленовка, к югу — село Межгорье.
Расстояние от федеральной трассы «Уссури» через село Архангеловка — около 20 км.

## Население
| 1915 | 1926 | 2002 | 2005 | 2010 |
| ---- | ---- | ---- | ---- | ---- |
| 481  | ↗568 | ↘514 | ↘433 | ↘418 |

## Улицы
| - пер. Зелёный, - пер. Клубный, - ул. Молодёжная, - ул. Советская, | - ул. Таёжная, - ул. Центральная, - ул. Школьная, - пер. Школьный. |

## Экономика
Сельскохозяйственные предприятия Кировского района.

## Известные уроженцы
- Грицюк, Николай Демьянович (1922—1976) — советский художник.